# Noisekick
Noisekick (rodno ime Rudmer Reitsma) je nizozemski producent i DJ.
Od 1995. producira speedcore, terrorcore i hardcore techno za diskografske kuće kao što su to Cunt Records i T.I.T. Records, no 2004. godine je otvorio vlastitu diskografsku kuću Noisekick Records u kojoj su objavljene samo dvije ploče. Noisekick je sudjelovao na raznim događajima kao što su Hellraiser, Nature One, Myseryland, Megarave, Noisekick's verouderingsproces, Hellbound, Headfuck, Nightmare Outdoor, Hardcore Gladiators, Raving Nightmare itd. Trenutno živi u Leeuwardenu.

## Vanjske poveznice
- Službena stranica  Arhivirana inačica izvorne stranice od 27. siječnja 2010. (Wayback Machine)
- Diskografija
- MySpace stranica